# Селенат лития
Селенат лития — неорганическое соединение,
соль лития и селеновой кислоты с формулой Li2SeO4,
бесцветные кристаллы,
растворяется в воде,
образует кристаллогидраты.

## Получение
- Действие раствора селеновой кислоты на карбонат лития:

{\displaystyle {\mathsf {Li_{2}CO_{3}+H_{2}SeO_{4}\ {\xrightarrow {}}\ Li_{2}SeO_{4}+CO_{2}\uparrow +H_{2}O}}}

## Физические свойства
Селенат лития образует бесцветные кристаллы
тригональной сингонии,
пространственная группа R 3,
параметры ячейки a = 0,8626 нм, α = 107,78°, Z = 6.
при 565°С происходит переход в фазу кубической сингонии .
Хорошо растворяется в воде.
Образует кристаллогидрат состава Li2SeO4•H2O — кристаллы
моноклинной сингонии.
пространственная группа P 21,
параметры ячейки a = 0,55878 нм, b = 0,50325 нм, c = 0,84591 нм, β = 107,66°, Z = 2 .